# Kincardine (Ontario)
Kincardine es un municipio canadiense situado en la provincia de Ontario.

## Superficie
Kincardine tiene una superficie de 537,8 km².

## Demografía
En 2021, tenía 12 268 habitantes, una densidad poblacional de 22,8 hab./km², y 6142 viviendas.